# 파티흐 아켈
파티흐 아켈(튀르키예어: Fatih Akyel, 1977년 12월 26일 ~ )은 튀르키예의 축구 감독이자 전직 축구 선수이다. 그는 현역 시절 수비수로 활동하며 갈라타사라이와 페네르바흐체 등 여러 클럽에서 활약했다. 15년간의 선수 생활 동안 1997년부터 2004년까지 튀르키예 국가대표팀에서 64경기에 출전했으며, 1997년 지중해 게임에서 올림픽 국가대표팀 소속으로 은메달을 획득했다.

## 구단 경력
이스탄불에서 태어난 파티흐는 지역 클럽 갈라타사라이에서 프로 경력을 시작했다. 그는 1995년 7월 31일, 갈라타사라이와 첫 번째 프로 계약을 체결했지만, 1군 공식 경기에는 출전하지 못했고 이듬해 바크르쾨이스포르로 이적했다. 그는 해당 시즌에 바크르쾨이스포르 소속으로 29경기에 출전했으며, 튀르키예 U-21 국가대표팀에도 처음 발탁되었다. 시즌 종료 후 그는 갈라타사라이로 복귀했다. 이후 4년 동안 소속팀에서 활약하며 쉬페르리그 3회, 튀르키예 쿠파스 3회 우승을 차지했다. 또한 그는 1999-2000년 UEFA컵과 2000년 UEFA 슈퍼컵 우승 멤버로 활약했으며, 레알 마드리드를 상대로 한 경기에서 마리우 자르델의 결승골을 어시스트했다.
2001–02 시즌 초반, 파티흐는 스페인의 RCD 마요르카에 입단했지만, 5경기 출전에 그친 후 같은 해 12월 4일, 튀르키예로 복귀하여 페네르바흐체와 계약을 체결했다. 페네르바흐체에서는 2003–04년 시즌에 쉬페르리그 우승을 한 차례 더 경험했으며, 총 70경기에 출전했다. 그러나 2004년 11월 8일, 계약이 해지되었고, 이후 2005년에 독일의 VfL 보훔과 계약했으나 단 1경기 출전에 그쳤다. 다음 시즌에는 그리스의 PAOK로 이적하여 16경기에 출전했고, 겨울 이적시장 기간에 다시 튀르키예로 돌아와 트라브존스포르에 입단했다. 그는 이 흑해 연고 클럽에서 한 시즌을 보내고, 2007년 2월 1일, 겐츨레르비를리이로 이적했으나 공식 경기에는 출전하지 못했다.
파티흐는 2007년 7월 2일, MKE 앙카라귀쥐와 계약을 체결했으나, 곧 팀을 떠나 같은 해 9월 3일, 카슴파샤와 계약했다. 그는 이 클럽에서 3년을 보냈으며, 마지막 1년은 코자엘리스포르로 임대되어 활약했다. 2010년 1월 27일, 파티흐는 독일의 KFC 위어딩겐 05와 계약을 맺었으나, 이틀 뒤 문자메시지를 통해 팀에 합류하지 않겠다고 통보했다.

## 국가대표팀 경력
파티흐는 1995년 U-18 국가대표팀에서 국제 경력을 시작하여 9경기에 출전했다. 그는 1996년에 튀르키예 U-21 국가대표팀으로 승격되어 1경기에 출전했다. 그는 1997년 지중해 게임에 참가하여 모든 5경기에 선발 출전하며 은메달을 획득했다. 7년 동안 파티흐는 튀르키예 국가대표팀에서 64경기에 출전했다. 그는 2002년 FIFA 월드컵에서 3위를 차지한 튀르키예 국가대표팀의 일원이었으며, UEFA 유로 2000에서 팀이 토너먼트 단계에 진출하는 데 기여했고, 2003년 FIFA 컨페더레이션스컵에서 3위를 차지한 국가대표팀의 일원이기도 했다.